# Paul Kantner

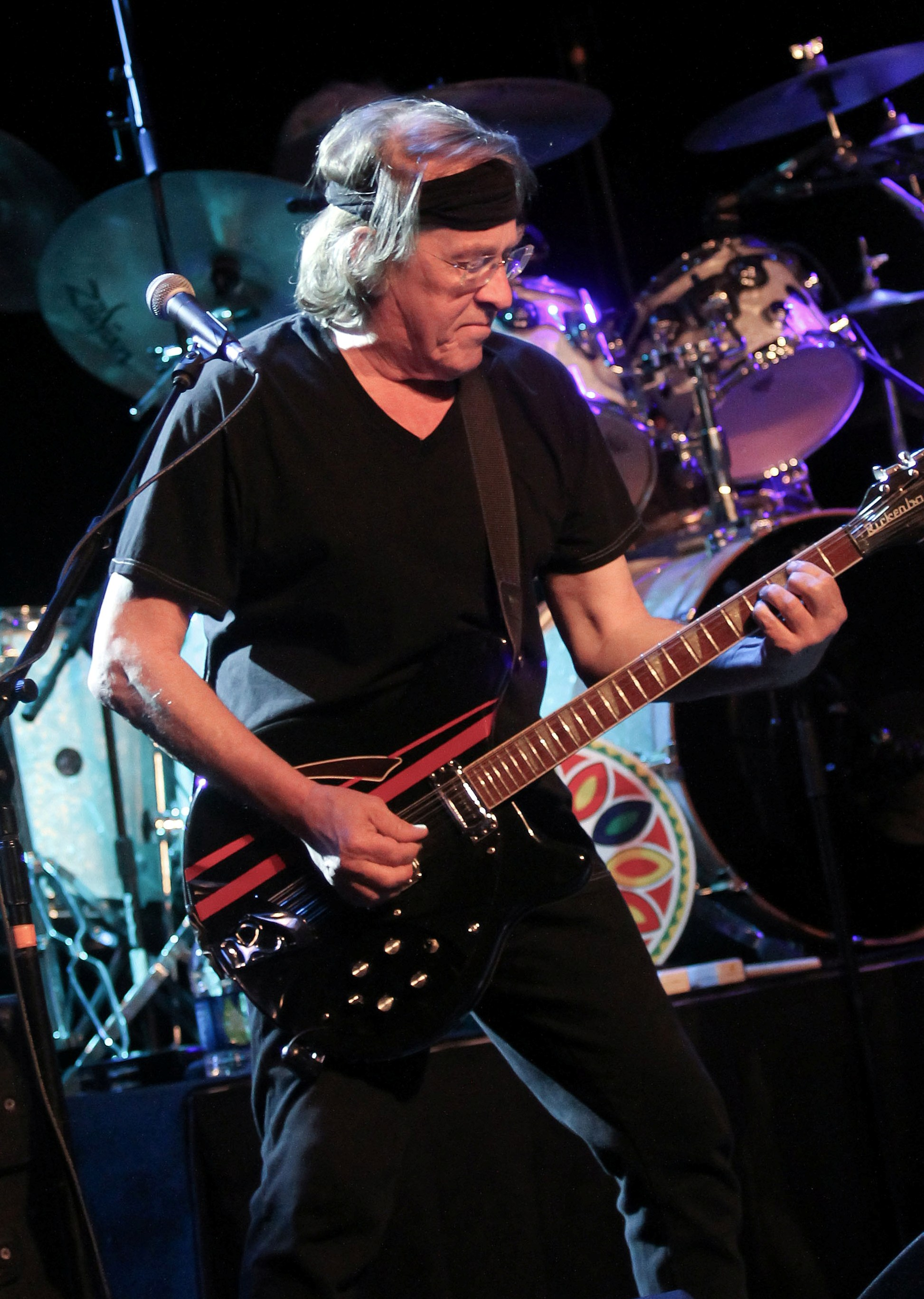
Paul Kantner (2011)

Paul Lorin Kantner (* 17. März 1941 in San Francisco, Kalifornien; † 28. Januar 2016) war ein amerikanischer Rockmusiker (Gitarre, Gesang) und Mitbegründer der Rockband Jefferson Airplane.

## Leben
Paul Kantner war der erste, den Marty Balin 1965 zum Projekt Jefferson Airplane einlud. Kantner schrieb etliche Songs für die Band, die sich häufig um Themen aus der Science-Fiction drehten: Der Text des Liedes Crown of Creation vom gleichnamigen Album aus dem Jahr 1968 besteht zum Beispiel nur aus Zitaten aus dem 1955 erschienenen Science-Fiction-Roman Wem gehört die Erde? von John Wyndham. Mit David Crosby und Stephen Stills schrieb er das Stück Wooden Ships, das auf dem Airplane-Album Volunteers erschien. Kantners Solo-Album Blows Against the Empire von 1970 – mit Beiträgen von David Crosby, Grace Slick, Jerry García und Graham Nash – handelt davon, dass um das Jahr 1990 herum siebentausend Hippies ein von der Regierung gebautes Raumschiff kapern, um damit ins All auszuwandern. Es wurde für den Hugo Award nominiert.

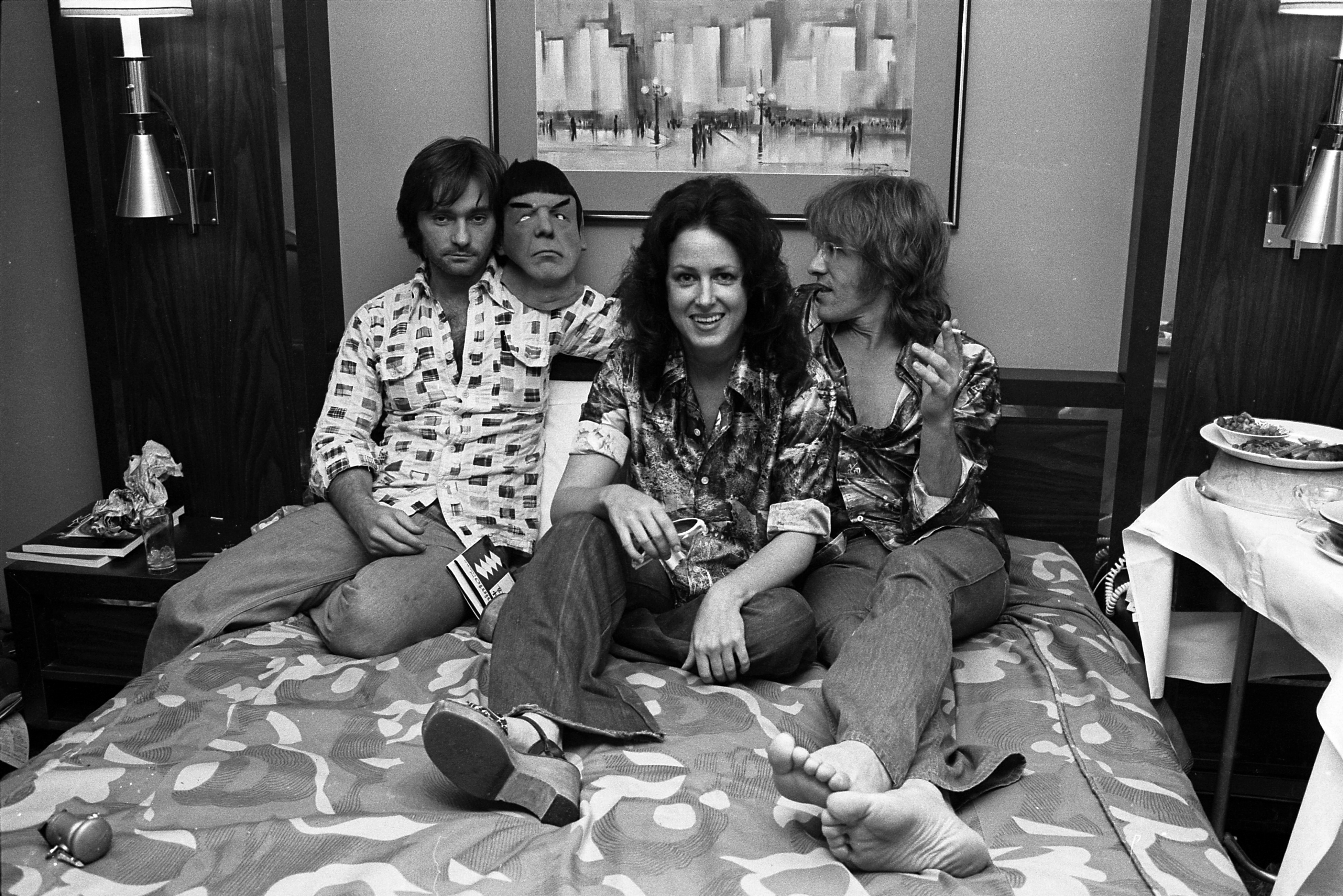
Paul Kantner (rechts) mit Grace Slick und Marty Balin (1977)

Die Airplane-Sängerin Grace Slick und Paul Kantner wurden ein Paar, ihre gemeinsame Tochter China wurde 1971 geboren. Sie nahmen die Alben Sunfighter (1971) und Baron von Tollbooth and The Chrome Nun (1973) auf, bevor sie 1974 Jefferson Airplane endgültig in Jefferson Starship umbenannten – den Namen hatte Kantner schon 1970 für Blows Against the Empire verwendet.
1980 erlitt Kantner eine Hirnblutung. 1983 erschien sein Soloalbum The Planet Earth Rock and Roll Orchestra. 1984 verließ Kantner Jefferson Starship und erreichte auf gerichtlichem Weg, dass die Band ihren Namen ändern musste und sich fortan Starship nannte. Mit Marty Balin und Jack Casady formierte er 1985 die KBC Band, die ein Album aufnahm.
1989 gab es eine kurzzeitige Wiedervereinigung von Jefferson Airplane. Danach belebte Kantner Jefferson Starship wieder – diese jüngste Inkarnation der Band wird allgemein als Jefferson Starship – The Next Generation bezeichnet.
Kantner starb am 28. Januar 2016 an Multiorganversagen und septischem Schock als Folgen eines Herzinfarkts, den er einige Tage zuvor erlitten hatte. Er hinterließ zwei Söhne und eine Tochter.

## Bibliografie
- Jeff Tamarkin: Got A Revolution! The Turbulent Flight Of Jefferson Airplane. 2003, ISBN 978-0-671034030.

## Diskografie
Paul Kantner ist zu hören auf allen Alben von Jefferson Airplane und Jefferson Starship.
Paul Kantner solo (und mit Partnern):
- Blows Against the Empire (Paul Kantner mit Jefferson Starship) (1970)
- Sunfighter (mit Grace Slick) (1971)
- Baron Von Tollbooth And The Chrome Nun (mit Grace Slick und David Freiberg) (1973)
- The Planet Earth Rock And Roll Orchestra (mit Grace Slick, Jack Casady, Aynsley Dunbar, David Freiberg u. a.) (1983)
- KBC Band (mit Marty Balin und Jack Casady) (1987)
- A Guide Through The Chaos – A Road To The Passion (Paul Kantner erzählt die Geschichte seiner Bands) (1996)